# (Phosphorylase) phosphatase
La [phosphorylase] phosphatase est une hydrolase qui catalyse la réaction :
[phosphorylase a] + 2 H2O  {\displaystyle \rightleftharpoons }  2 [phosphorylase b] + 2 phosphate.
Cette enzyme intervient dans le métabolisme du glycogène.